# سیکلوهگزن اکسید
سیکلوهگزن اکسید یک اپوکسیدِ سیکلوآلیفاتیک است. این ماده می‌تواند در پلیمریزاسیون کاتیونی به پلی(سیکلوهگزن اکسید) تبدیل شود. از آنجا که سیکلوهگزن یک ظرفیتی است، پلی(سیکلوهگزن اکسید) یک ماده ترموپلاستیک است.

## تولید
سیکلوهگزن اکسید در واکنش اپوکسیدشدن از سیکلوهگزن تولید می‌شود. اپوکسیدشدن می‌تواند در یک واکنش همگن توسط پراسیدها یا تحت کاتالیز ناهمگن (به عنوان مثال نقره و اکسیژن مولکولی) انجام شود.

## خواص و واکنش‌ها
سیکلوهگزن به‌طور گسترده با روش‌های تحلیلی مورد مطالعه قرار گرفته‌است. سیکلوهگزن اکسید می‌تواند در محلولِ کاتالیز شده توسط یک کاتالیزورِ اسیدِ جامد، پلیمریزه شود.